# Verbesina wrightii
Verbesina wrightii là một loài thực vật có hoa trong họ Cúc. Loài này được (A.Gray) Griseb. miêu tả khoa học đầu tiên năm 1866.